# Manuel Arias Maldonado
Manuel Arias Maldonado (Málaga, 1974) es un politólogo y escritor español especializado en ciencia política, biopolítica y sistemas de gobierno.

## Trayectoria
Arias Maldonado nació y estudió Políticas en Málaga, después continuó su formación de postgrado y en 2001 se doctoró con la tesis doctoral titulada Naturaleza, sociedad, democracia. Una crítica reconstructiva del ecologismo político, en la Universidad de Málaga. Realizó estudios durante su trabajo de investigación doctoral, en diversos centros especializados internacionales como el Rachel Carson Center de Múnich o el Departamento de Estudios Medioambientales de la Universidad de Nueva York, incluyendo una estancia en la Universidad de California en Berkeley con un Programa Fulbright. En su faceta docente ha ejercido como visitante en universidades internacionales como Oxford, Siena o Keele.
Arias Maldonado ejerce docencia en el Departamento de Ciencia Política y de la Administración, en la Universidad de Málaga, donde es profesor titular. En su labor de investigación desarrolla la integración de nuevas disciplinas al ámbito de la politología, desde el medioambiente a la neurociencia, pasando por las nuevas tecnologías, aportando una visión diferente en la escritura de ensayo. Ha escrito numerosos artículos, libros y publicaciones en las que desarrolla temas políticos, teorías de sistemas de administración y gobierno social, así como los efectos que la tecnología digital ejerce en esas instituciones. En su trabajo académico también ha investigado sobre el medio ambiente y sus implicaciones filosóficas, que ha tratado en su libro Real green: sustainability after the end of nature.

### Temas de investigación
Arias Maldonado investiga sobre el peso de las emociones en la política en La democracia sentimental, un análisis de la política que utiliza la neurociencia para introducir parámetros del campo de las emociones y los sentimientos, profundizando en la complejidad de los procesos de poder y administración de grupos sociales. Esta línea de investigación la siguió desarrollando en publicaciones del 2018, Antropoceno, y del 2020, Nostalgia del soberano.
En el libro Desde las ruinas del futuro, Arias Maldonado desarrolla las técnicas de gobierno desarrolladas desde el siglo XVIII por Foucault y los gobiernos europeos. Introduce la biopolítica, investigando sobre la integración de necesidades biológicas como la natalidad, reproducción sexual o la salud pública, en la gestión gubernamental del estado, sobre cómo se dirige a la población a consumir determinados productos alimenticios porque benefician la salud, o a seguir normas sexuales porque benefician la salud física y emocional. La biopolítica como mejora de la salud en los grupos sociales también determina las infraestructuras que se construyen, las infraestructuras en las que se invierte el presupuesto de los estados; así la construcción de servicios de saneamiento público en las ciudades amortiguó las epidemias de cólera en el siglo XIX.
Arias Maldonado escribe artículos de opinión y realiza colaboraciones en periódicos como El mundo, El País, Revista de Libros, Lettre International, Cuadernos Hispanoamericanos o Revista de Occidente. Además participa en coloquios, conferencias, congresos o entrevistas en las que se abordan temas de actualidad en los sistemas de gobierno. Es el director del Aula de Pensamiento Político, en el centro cultural La Térmica, en Málaga.

### Reconocimientos seleccionados
- Becado con Programa Fulbright en la Universidad de Berkeley.
- 2012 Premio al Mejor Libro del Año, de la Asociación Española de Ciencia Política y de la Administración (AECPA): Real Green: Sustainability after the End of Nature.[6]

## Obras seleccionadas

### Tesis doctoral
- 2001 Naturaleza, sociedad, democracia. Una crítica reconstructiva del ecologismo político.[12][2]

### Artículos
- 2010 Wikipedia: un estudio comparado. Documentos del Colegio Libre de Eméritos, núm. 5.[13][4]

### Libros
- 2012 Real green: sustainability after the end of nature.[5]
- 2017 Antropoceno.[7]
- 2018 La democracia sentimental.[14]
- 2020 Desde las ruinas del futuro.
- 2021 Abecedario democrático.[15]